# Regidor (Colômbia)

Localização do município de Santa Catalina no departamento de Bolívar

Regidor é um município do departamento de Bolívar, na Colômbia.